# جويل دين (شاعر)
جويل دين (بالإنجليزية: Joel Deane)‏ (1969، ملبورن في أستراليا)؛ شاعر وروائي أسترالي.